# Рореггер, Томас
Томас Рореггер (нем. Thomas Rohregger; род. 23 декабря 1982, Инсбрук) — австрийский шоссейный велогонщик, выступавший на профессиональном уровне в 2005—2013 годах. Серебряный и бронзовый призёр чемпионатов Австрии, победитель «Тура Австрии», участник многих крупнейших гонок на шоссе, в том числе супермногодневок «Джиро д’Италия», «Тур де Франс» и «Вуэльта Испании». Представитель Австрии на летних Олимпийских играх в Пекине.

## Биография
Томас Рореггер родился 23 декабря 1982 года в Инсбруке, Австрия.
В 2003—2004 годах выступал на любительском уровне за команду Hervis.
Дебютировал среди профессионалов в сезоне 2005 года, подписав контракт с австрийской проконтинентальной командой Elk Haus-Simplon.
В 2006 году стал серебряным призёром чемпионата Австрии в индивидуальной гонке с раздельным стартом, в то время как в групповой гонке финишировал четвёртым. Выиграл горные классификации «Тура Люксембурга» и «Тура Австрии», закрыл десятку сильнейших в классификации молодых гонщиков на «Велогонке Мира», отметился выступлениями в таких престижных гонках как «Омлоп Хет Волк», «Джиро дель Венето», «Кубок Плаччи», представлял Австрию на домашнем шоссейном чемпионате мира в Зальцбурге, где в индивидуальной гонке на время занял 47-е место.
В 2007 году был вторым на «Туре Австрии», выиграв при этом один из этапов, стал третьим в групповой гонке на чемпионате Австрии, четвёртым на «Джиро дель Трентино», шестым в гонке Rund um den Henninger-Turm.
В 2008 году наконец одержал победу на «Туре Австрии», стал седьмым на «Туре Люксембурга», одиннадцатым на «Туре Баварии». Благодаря череде удачных выступлений вошёл в основной состав австрийской национальной сборной и удостоился права защищать честь страны на летних Олимпийских играх в Пекине — в мужской групповой гонке занял здесь 39-е место. Также в концовке сезона выступил на мировом первенстве в Варесе, где в групповой гонке финишировал на 34-й позиции.
Начиная с 2009 года представлял немецкую команду Team Milram, имевшую лицензию ПроТура. С ней впервые принял участие в супермногодневках «Джиро д’Италия» и «Вуэльта Испании», в первом случае благополучно преодолел все этапы и занял итоговое 25-е место, тогда как во втором случае сошёл с дистанции после десятого этапа. Среди других наиболее крупных стартов этого сезона «Тур Даун Андер», «Париж — Ницца», «Флеш Валонь», «Тур Романдии», «Тур Швейцарии», «Классика Сан-Себастьяна», «Джиро ди Ломбардия». Во всех этих гонках Рореггер был далёк от призовых позиций, его роль в основном заключалась в работе на своих более именитых одноклубников, в частности на немцев Линуса Гердемана и Геральда Циолека.
В 2010 году в первый и единственный раз в карьере проехал «Тур де Франс». Также в этом сезоне вновь стартовал на «Джиро д’Италия», выиграл горную классификацию «Тур Даун Андер», выступил на нескольких других престижных гонках ПроТура.
В 2011 году перешёл в люксембургскую команду Leopard Trek и продолжил выступать в крупнейших гонках Мирового тура. Так, в этом сезоне сумел выиграть один из этапов «Вуэльты Испании» (командная гонка с раздельным стартом), заняв в генеральной классификации 28-е место. На «Джиро д’Италия» в этот раз сошёл с дистанции в связи с гибелью своего одноклубника Ваутера Вейландта. Помимо этого, был четвёртым на «Туре Австрии», седьмым в горной классификации «Тура Польши», поучаствовал в чемпионате мира в Копенгагене, где занял в групповой гонке 46-е место.
В 2012 году стал седьмым на «Туре Австрии», закрыл десятку сильнейших в горной классификации «Вуэльты Каталонии», в четвёртый раз подряд выступил на «Джиро д’Италия» — здесь расположился в общем зачёте на 31-й строке.
По окончании сезона 2013 года покинул команду и завершил карьеру профессионального велогонщика.
Впоследствии окончил юридический факультет Инсбрукского университета и пошёл работать по специальности в юридической сфере.
Проявил себя как спортивный функционер, участвовал в разработке маршрута чемпионата мира 2018 года в Инсбруке.